# 一休 (企業)
株式会社一休（いっきゅう、Ikyu Corporation）はLINEヤフー（ソフトバンクグループ）傘下の高級ホテル・高級旅館専門予約サイト「一休.com」を運営する会社である。

## 概要
設立は1998年7月30日。2006年からは高級レストラン予約サイト「一休.comレストラン」を開始。2007年7月からは「一休.comショッピング」を開始。
2010年4月より高級ビジネスホテル専門予約サイト「一休.com ビジネス」を開始。モバイル版の「一休.comビジネス」サイトもオープンし、深夜29時までの当日予約が携帯サイトからも可能となった。

## 沿革
- 1998年7月30日 - 株式会社プライムリンクを設立。
- 2000年5月 - 高級ホテル・高級旅館宿泊予約サイト「一休.com」を開設。
- 2004年7月 - 株式会社一休へ商号変更。
- 2005年8月3日 - 東京証券取引所マザーズ市場上場。
- 2007年2月7日 - 東京証券取引所1部指定替え。
- 2007年5月10日 - 「Yahoo!トラベル」と連携[2]。
- 2016年2月10日 - ヤフーがTOBを実施し、93.98%の株式を取得し親会社となる[3][4]。
- 2016年3月14日 - 上場廃止。
- 2016年3月17日 - ヤフーより株式売渡請求を受け、同社の完全子会社となる[5]。